# Tartelett

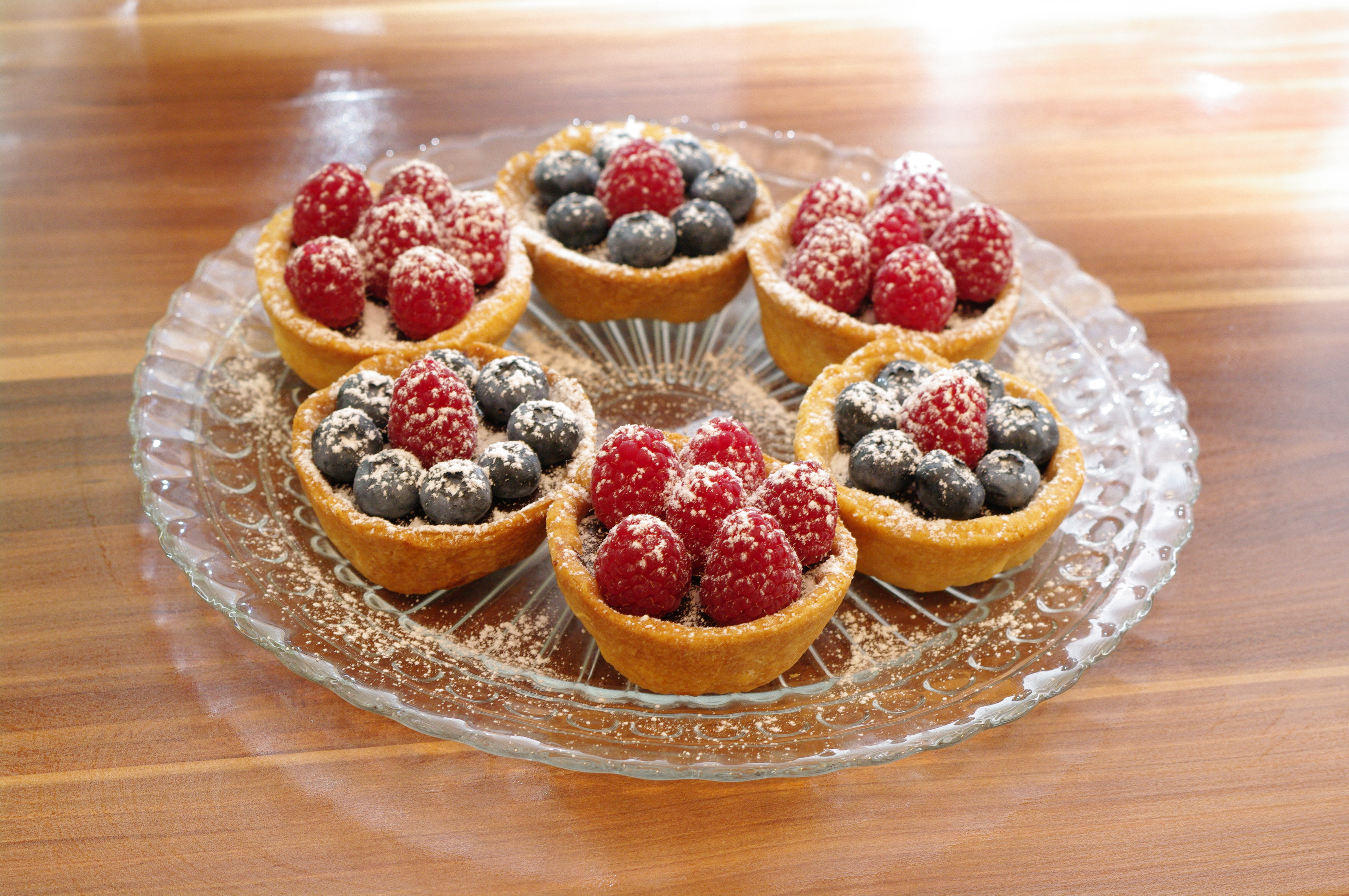

Tartelett (franska för "liten tårta") är, som namnet antyder, ett litet bakverk. Fyllningen kan vara kall eller varm med en botten av deg.